# Saint-Pierre (Ý)
Saint-Pierre là một đô thị ở thung lũng Aosta, Ý. Đô thị này có diện tích 26 km², dân số 2616 người.
Đô thị này có làng trực thuộc: bourg (thủ phủ: rue Corrado Gex, loc. Chevreyron, rue de La Liberté, rue Emile Chanoux, rue Châtel Argent, rue de La Tour, rue du IV Novembre, Clos Silvestre, rue de La Colline, rue de La Gare);
Hameaux: Alleysin, Babelon, Bachod, Bercher, Bosses, Bressan, Breyes, Bussan Dessous, Bussan Dessus, Bussan du Milieu, Caillet, Champrétavy, Chantel, Charrion, Château Feuillet, Cognein, Combaz, Combellin, Creuzet, Etavel, Grandzetta, Homené Dessous, Homené Dessus, Jacquemin, Jeanton, Jonin, La Barmaz, La Charrére, La Croix, La Grange, La Piéce, La Rosiére, Luboz, Méod Dessous, Méod Dessus, Montagnine, Ordines, Orléans Dessous, Orléans Dessus, Orléantson, Pelon, Perchut, Plan Chatelair, Pommier, Praulin, Praximond, Preille, Prieuré, Ronchaille, Roserettaz, Rossan, Rumiod de lé, Rumiod Dessous, Rumiod Dessus, Séez, Tâche, Torretta, Vereytaz, Vergnod, Vermian, Vernes, Verrogne, Vetan Dessous, Vetan Dessus, Vetan Villette, rue du Petit Saint Bernard.
Đô thị này giáp các đô thị sau: Avise, Aymavilles, Gignod, Saint-Nicolas, Saint-Rhémy-en-Bosses, Sarre, Villeneuve.

## Biến động dân số
| Allein • Antey-Saint-André • Aoste • Arnad • Arvier • Avise • Ayas • Aymavilles • Bard • Bionaz • Brissogne • Brusson • Challand-Saint-Anselme • Challand-Saint-Victor • Chambave • Chamois • Champdepraz • Champorcher • Charvensod • Châtilon • Cogne • Courmayeur • Donnas • Doues • Emarèse • Etroubles • Fontainemore • Fénis • Gaby • Gignod • Gressan • Gressoney-La-Trinité • Gressoney-Saint-Jean • Hône • Introd • Issime • Issogne • Jovençan • La Magdeleine • La Salle • La Thuile • Lillianes • Montjovet • Morgex • Nus • Ollomont • Oyace • Perloz • Pollein • Pont-Saint-Martin • Pontboset • Pontey • Pré-Saint-Didier • Quart • Rhêmes-Notre-Dame • Rhêmes-Saint-Georges • Roisan • Saint-Christophe • Saint-Denis • Saint-Marcel • Saint-Nicolas • Saint-Oyen • Saint-Pierre • Saint-Rhémy-en-Bosses • Saint-Vincent • Sarre • Torgnon • Valgrisenche • Valpelline • Valsavarenche • Valtournenche • Verrayes • Verres • Villeneuve |